# National Cricket League
Die National Cricket League ist der nationale First-Class-Cricket-Wettbewerb für Bangladesch. An diesem seit der Saison 1999/2000 ausgetragenen Wettbewerbes nehmen heute die acht First-Class Mannschaften aus Bangladesch teil.

## Mannschaften
Aktuell nehmen die folgenden sechs Mannschaften an dem Wettbewerb teil.
| Team                | Teilnahme seit |
| ------------------- | -------------- |
| Barisal Division    | 1999/2000      |
| Chittagong Division | 1999/2000      |
| Dhaka Division      | 1999/2000      |
| Dhaka Metropolis    | 2011/12        |
| Khulna Division     | 1999/2000      |
| Rajshahi Division   | 1999/2000      |
| Rangpur Division    | 2011/12        |
| Sylhet Division     | 1999/2000      |

Die folgenden Mannschaften nahmen in der Vergangenheit an dem Turnier teil:
- Biman Bangladesh Airlines (2000/01)

## Sieger
| - 2019/20 Khulna Division - 2018/19 Rajshahi Division - 2017/18 Khulna Division - 2016/17 Khulna Division - 2015/16 Khulna Division - 2014/15 Rangpur Division - 2013/14 Dhaka Division - 2012/13 Khulna Division - 2011/12 Rajshahi Division - 2010/11 Rajshahi Division - 2009/10 Rajshahi Division - 2008/09 Rajshahi Division - 2007/08 Khulna Division - 2006/07 Dhaka Division - 2005/06 Rajshahi Division - 2004/05 Dhaka Division - 2003/04 Dhaka Division - 2002/03 Khulna Division - 2001/02 Dhaka Division - 2000/01 Biman Bangladesh Airlines - 1999/2000 Chittagong Division |

## Siege nach Team
| Titel | Verein                    |
| ----- | ------------------------- |
| 7     | Khulna Division           |
| 5     | Dhaka Division            |
| 5     | Rajshahi Division         |
| 1     | Biman Bangladesh Airlines |
| 1     | Chittagong Division       |
| 1     | Rangpur Division          |